# Regional Preferente de la Comunidad Valenciana
La Regional Preferente de la Comunidad Valenciana fue el sexto nivel de competición de la liga española de fútbol en la Comunidad Valenciana hasta la temporada 2022-23 que fue sustituida por la Lliga Comunitat. La categoría fue renombrada como Lliga Primera FFCV. Su organización corría a cargo de la Federación de Fútbol de la Comunidad Valenciana (FFCV), fundada en 1909.
Esta categoría fue instaurada en el año 1970 por la Federación Regional Valenciana de Clubes de Fútbol, que en esa época la formaban clubes de las provincias de Castellón, Valencia y norte de Alicante.

## Sistema de competición
La liga constaba de 72 clubes distribuidos por proximidad geográfica en cuatro grupos de 18 equipos, clasificándose los tres primeros de cada grupo para la fase de ascenso a la Tercera Federación. Esos doce conjuntos se sorteabann en tres grupos de cuatro equipos, forzando a que cada grupo contubiera al menos un primero, un segundo y un tercer clasificado de la liga regular. Las eliminatorias dentro de cada grupo consistían en dos semifinales y una final, ambas a ida y vuelta.
Si tras finalizar toda la temporada y estar definidos los ascensos surgían vacantes adicionales en el grupo VI de Tercera División, éstas fueron ocupadas por los equipos que quedaron en primera posición en la fase regular y no lograron el ascenso. Se tomó como criterio de desempate el número de puntos sumados y, en caso de tener los mismos puntos, la diferencia de goles a favor y en contra. Si después de tomar en cuenta los equipos en primera posición siguió habiendo puestos libres, se siguió el mismo criterio con los segundos clasificados durante la fase liguera.
Fueron doce equipos (tres de cada grupo) los que descienden a la Primera Regional de la Comunidad Valenciana al concluir la temporada.

## Historial

### Regional Preferente 4.ª Categoría
Entre 1970 y 1977 la Regional Preferente era el cuarto nivel en el Sistema de ligas de fútbol de España por detrás de Primera, Segunda y Tercera División.
Hasta 1976 tan solo había un grupo en la categoría. Los clubes de la provincia de Alicante estuvieron en la Federación Regional Murciana a excepción de algunos de la zona norte de la provincia.
| Temporada | Campeón         | Ascenso a Tercera División       |
| --------- | --------------- | -------------------------------- |
| 1970-71   | C. D. Benicarló | C. D. Benicarló y C. D. Olímpico |
| 1971-72   | Vinaroz C. F.   | Vinaroz C. F.                    |
| 1972-73   | U. D. Alcira    | U. D. Alcira y C. F. Gandía      |
| 1973-74   | Algemesí C. F.  | Algemesí C. F.                   |
| 1974-75   | C. F. Gandía    | C. F. Gandía                     |
| 1975-76   | C. D. Acero     | C. D. Acero                      |

En 1976 se amplió la categoría a dos grupos, Norte y Sur.
| Temporada | Campeones    | Campeones        | Ascenso a Tercera División                                     | Ascenso a Tercera División                                           |
| Temporada | Grupo Norte  | Grupo Sur        | Grupo Norte                                                    | Grupo Sur                                                            |
| --------- | ------------ | ---------------- | -------------------------------------------------------------- | -------------------------------------------------------------------- |
| 1976-77   | U. D. Alcira | Avidesa Atlético | U. D. Alcira, Villarreal C. F., C. D. Mestalla y Paterna C. F. | C. D. Alcoyano, Crevillente Deportivo y U. D. Español de San Vicente |

### Regional Preferente 5.ª Categoría
Entre 1977 y 2021 la Regional Preferente era el quinto nivel en el Sistema de ligas de fútbol de España por detrás de Primera, Segunda, Segunda B y Tercera División.
En 1980 hubo un ascenso masivo debido a la creación del grupo XIII de Tercera División.
Muchos clubes de la provincia de Alicante compitieron en la Federación Regional Murciana hasta 1987, incluso los de la zona sur de la provincia estarían más tiempo.
| Temporada | Campeones         | Campeones     | Ascenso a Tercera División | Ascenso a Tercera División |
| Temporada | Grupo Norte       | Grupo Sur     | Grupo Norte                | Grupo Sur                  |
| --------- | ----------------- | ------------- | -------------------------- | -------------------------- |
| 1977-78   | U. D. Vall de Uxó | Novelda C. F. | U. D. Vall de Uxó          | -                          |

En 1978 se vuelve al grupo único en la categoría.
| Temporada | Campeón                    | Ascenso a Tercera División                                          |
| --------- | -------------------------- | ------------------------------------------------------------------- |
| 1978-79   | U. D. Cuart de Poblet      | U. D. Cuart de Poblet y U. D. Carcagente                            |
| 1979-80   | Catarroja C. F.            | Catarroja C. F., Novelda C. F., C. D. Denia y Unión Deportiva Puzol |
| 1980-81   | C. D. Benicarló            | C. D. Benicarló, U. D. Aspense y U. D. Alginet                      |
| 1981-82   | C. D. Burriana             | C. D. Burriana, Torrente C. F. y Benidorm C. D.                     |
| 1982-83   | U. D. Alcira               | U. D. Alcira, S. D. Villajoyosa y Rayo Ibense C. F.                 |
| 1983-84   | Valencia C. F. Aficionados | C. D. Villena, C.D. Castellón Aficionados y C. D. Denia             |

En 1984 se amplía la categoría a dos grupos, Norte y Sur.
| Temporada | Campeones          | Campeones        | Ascenso a Tercera División                                                    | Ascenso a Tercera División                                                   |
| Temporada | Grupo Norte        | Grupo Sur        | Grupo Norte                                                                   | Grupo Sur                                                                    |
| --------- | ------------------ | ---------------- | ----------------------------------------------------------------------------- | ---------------------------------------------------------------------------- |
| 1984-85   | C. F. Nules        | C. D. Olímpic    | C. F. Nules y S. C. Requena                                                   | C. D. Olímpic                                                                |
| 1985-86   | C. D. Alacuás      | Algemesí C. F.   | C. D. Alacuás                                                                 | Algemesí C. F. y Monóvar C. D.                                               |
| 1986-87   | Atlético Saguntino | Torrent C. F.    | Atlético Saguntino, U. D. Vall de Uxó, C. D. Bechí y C. D. Acero              | Torrent C. F., S. D. Sueca, C. D. Denia y U. D. Canals                       |
| 1987-88   | C. D. Onda         | Pego C. F.       | C. D. Onda                                                                    | Pego C. F. y U. D. Aspense                                                   |
| 1988-89   | Ribarroja C. F.    | U. D. Carcaixent | Ribarroja C. F., Llíria C. F., Vinaroz C. F., Foyos C. D. y C. D. Els Ibarsos | U. D. Carcaixent, U. D. Oliva, Pinoso C. F., Monóvar C. D. y L'Olleria C. F. |

En 1989 se amplía la categoría a tres grupos: Centro, Norte y Sur; coincidiendo con la ampliación a dos subgrupos en el grupo VI de Tercera División.
| Temporada | Campeones              | Campeones         | Campeones                 | Ascenso a Tercera División       | Ascenso a Tercera División      | Ascenso a Tercera División                           |
| Temporada | Grupo Centro           | Grupo Norte       | Grupo Sur                 | Grupo Centro                     | Grupo Norte                     | Grupo Sur                                            |
| --------- | ---------------------- | ----------------- | ------------------------- | -------------------------------- | ------------------------------- | ---------------------------------------------------- |
| 1989-90   | C. F. Cullera          | C. D. Almazora    | C. D. Jávea               | C. F. Cullera y Paiporta C. F.   | C. D. Almazora y Alboraya U. D. | C. D. Jávea                                          |
| 1990-91   | Paterna C. F.          | Foyos C. D.       | C. D. Villena             | Paterna C. F.                    | Foyos C. D.                     | C. D. Villena y Calpe C. F.                          |
| 1991-92   | Picasent C. F.         | C. D. Benicarló   | Muchamiel C. F.           | Picasent C. F. y C. D. Alberique | C. D. Benicarló                 | Muchamiel C. F. y Crevillente Deportivo              |
| 1992-93   | C. D. Utiel            | C. D. Onda        | Alicante C. F.            | C. D. Utiel                      | C. D. Onda                      | Alicante C. F.                                       |
| 1993-94   | Gimnástico C. F.       | U. D. Vall de Uxó | C. D. Olímpic             | Gimnástico C. F.                 | U. D. Vall de Uxó               | C. D. Olímpic y Novelda C. F.                        |
| 1994-95   | Burjasot C. F.         | C. D. Acero       | A. D. Español San Vicente | Burjasot C. F.                   | C. D. Acero                     | A. D. Español San Vicente y C. D. Almoradí           |
| 1995-96   | C. D. A. San Marcelino | C. D. Burriana    | Pego C. F.                | C. D. A. San Marcelino           | C. D. Burriana                  | Pego C. F.                                           |
| 1996-97   | U. D. Alzira           | Foyos C. D.       | F. C. Torrevieja          |                                  | C. D. Burriana                  | F. C. Torrevieja, Santa Pola C. F. y Elche C. F. "B" |

En 1997 se amplía la categoría a cuatro grupos.
| Temporada | Campeones            | Campeones                        | Campeones                            | Campeones                         | Ascenso a Tercera División                 | Ascenso a Tercera División                     | Ascenso a Tercera División | Ascenso a Tercera División                                 |
| Temporada | Grupo 1              | Grupo 2                          | Grupo 3                              | Grupo 4                           | Grupo 1                                    | Grupo 2                                        | Grupo 3                    | Grupo 4                                                    |
| --------- | -------------------- | -------------------------------- | ------------------------------------ | --------------------------------- | ------------------------------------------ | ---------------------------------------------- | -------------------------- | ---------------------------------------------------------- |
| 1997-98   | Foyos C. D.          | S. C. Requena                    | U. D. Carcaixent                     | C. D. Dénia                       | Foyos C. D.                                |                                                | U. D. Alzira               | C. D. Dénia                                                |
| 1998-99   | Levante U. D. "B"    | S. C. Requena                    | C. D. Pobla Llarga                   | Alicante C. F.                    | Levante U. D. "B"                          | C. D. Buñol                                    | C. D. Pobla Llarga         | Alicante C. F.                                             |
| 1999-00   | Vinaròs C. F.        | Paterna C. F.                    | C. F. U. E. Tavernes de la Valldigna | Villajoyosa C. F.                 | Vinaròs C. F. y C. D. Castellón "B"        |                                                |                            | Torrellano C. F.                                           |
| 2000-01   | C. D. Acero          | C. D. Utiel                      | U. D. Oliva                          | C. F. Atlético Deportivo Dénia    |                                            |                                                | U. D. Carcaixent           | C. F. Atlético Deportivo Dénia y Villajoyosa C. F.         |
| 2001-02   | U. D. Puzol          | U. D. Juventud Barrio del Cristo | S. D. Sueca                          | C. D. Dénia                       | U. D. Puzol                                | U. D. Juventud Barrio del Cristo               |                            | C. D. Dénia                                                |
| 2002-03   | Villarreal C. F. "B" | C. D. Buñol                      | U. D. Oliva                          | Hércules de Alicante C. F. "B"    | Villarreal C. F. "B"                       | C. D. Buñol                                    | U. D. Oliva                | Hércules de Alicante C. F. "B"                             |
| 2003-04   | U. D. Puzol          | Paterna C. F.                    | Catarroja C. F.                      | Alicante C. F. "B"                | U. D. Puzol, C. D. Acero y C. D. Benicasim | Paterna C. F.                                  | Catarroja C. F.            | Alicante C. F. "B"                                         |
| 2004-05   | C. D. Castellón "B"  | C. D. Utiel                      | C. E. Alberic                        | C. D. Alone de Guardamar          | C. D. Castellón "B"                        |                                                |                            | C. D. Alone de Guardamar y F. C. Torrevieja                |
| 2005-06   | Villarreal C. F. "C" | S. C. Requena                    | S. D. Sueca                          | F. C. Jove Español de San Vicente |                                            | S. C. Requena                                  | S. D. Sueca y U. D. Alzira | F. C. Jove Español de San Vicente y Crevillente Deportivo  |
| 2006-07   | Villarreal C. F. "C" | U. D. Juventud Barrio del Cristo | C. D. Olímpic                        | C. D. La Nucía                    | Villarreal C. F. "C"                       | U. D. Juventud Barrio del Cristo y C. D. Utiel | C. D. Olímpic              | C. D. La Nucía y C. D. Tháder                              |
| 2007-08   | Atlético Saguntino   | U. D. Quart de Poblet            | Guadasuar C. F.                      | U. D. Horadada                    |                                            | Ribarroja C. F.                                | C. F. Gandía               | Alicante C. F. "B"                                         |
| 2008-09   | C. F. Borriol        | Paterna Club de Fútbol           | C. D. Olímpic                        | Torrellano C. F.                  |                                            |                                                | C. D. Olímpic              | Torrellano C. F. y Elche C. F. Ilicitano                   |
| 2009-10   | C. F. Borriol        | C. D. Buñol                      | C. E. Alberic                        | U. D. Benissa                     | C. F. Borriol y Atlético Saguntino         | Mislata C. F.                                  |                            |                                                            |
| 2010-11   | C. D. Acero          | S. C. Requena                    | C. D. Llosa                          | U. D. Altea                       | C. D. Acero                                | S. C. Requena                                  | C. D. Llosa y Muro C. F.   | U. D. Altea                                                |
| 2011-12   | C. D. Burriana       | C. D. Utiel                      | C. F. Cullera                        | Elche C. F. Ilicitano             | C. D. Burriana                             | C. D. Utiel                                    |                            | Elche C. F. Ilicitano                                      |
| 2012-13   | Alqueries C. F.      | Paterna C. F.                    | U. D. Alginet                        | U. D. Horadada                    |                                            | Paterna C. F. y C. F. Torre Levante            | C. F. Cullera              | Pinoso C. F.                                               |
| 2013-14   | U. D. Puzol          | U. D. Castellar Oliveral         | U. D. Alginet                        | S. F. F. C . V. Benidorm          |                                            | S. C. Requena                                  | U. D. Benigánim            | Crevillente Deportivo                                      |
| 2014-15   | C. F. Borriol        | C. D. Buñol                      | U. D. Canals                         | U. D. Rayo Ibense                 | C. F. Borriol                              | C. D. Buñol                                    | C. F. Recambios Colón      | U. D. Rayo Ibense                                          |
| 2015-16   | C. D. Segorbe        | Torrent C. F.                    | C. F. U. E. Tavernes de la Valldigna | C. F. La Nucía                    | C. D. Segorbe y C. D. Almazora             | Silla C. F.                                    |                            | C. D. Almoradí                                             |
| 2016-17   | C. D. Onda           | Paiporta C. F.                   | Atzeneta U. E.                       | Villajoyosa C. F.                 | C. D. Roda                                 | Paiporta C. F.                                 |                            | C. F. La Nucía                                             |
| 2017-18   | C. D. Acero          | Vilamarxant C. F.                | Atzeneta U. E.                       | F. C. Jove Español San Vicente    | C. D. Acero                                | Vilamarxant C. F.                              | Atzeneta U. E.             | F. C. Jove Español San Vicente                             |
| 2018-19   | U. D. Puzol          | C. F. Recambios Colón            | C. D. Dénia                          | C. F. Intercity Sant Joan         |                                            | C. F. Recambios Colón                          | U. D. Benigánim            | C. F. Intercity Sant Joan y Hércules de Alicante C .F. "B" |
| 2019-20   | C. D. Benicarló      | C. D. Buñol                      | U. D. Castellonense                  | Villajoyosa C. F.                 | C. D. Benicarló                            | Torrent C. F.                                  |                            | Villajoyosa C. F.                                          |

En 2020 se amplía la categoría a seis grupos.
| Temporada | Campeones           | Campeones         | Campeones   | Campeones           | Campeones         | Campeones               | Ascenso a Tercera División | Ascenso a Tercera División | Ascenso a Tercera División | Ascenso a Tercera División | Ascenso a Tercera División | Ascenso a Tercera División                 |
| Temporada | Grupo 1             | Grupo 2           | Grupo 3     | Grupo 4             | Grupo 5           | Grupo 6                 | Grupo 1                    | Grupo 2                    | Grupo 3                    | Grupo 4                    | Grupo 5                    | Grupo 6                                    |
| --------- | ------------------- | ----------------- | ----------- | ------------------- | ----------------- | ----------------------- | -------------------------- | -------------------------- | -------------------------- | -------------------------- | -------------------------- | ------------------------------------------ |
| 2020-21   | C. D. Castellón "B" | Rayo Llíria C. F. | C. D. Buñol | U. D. Castellonense | C. F. I. Alicante | Callosa Deportiva C. F. | C. D. Castellón "B"        |                            |                            |                            |                            | Callosa Deportiva C. F. y A. C. Torrellano |

### Regional Preferente 6.ª Categoría
Entre 2021 y 2023 la Regional Preferente era el sexto nivel en el Sistema de ligas de fútbol de España por detrás de Primera, Segunda, Primera Federación Segunda Federación y Tercera Federación.
En 2021 se reduce la categoría a cinco grupos.
| Temporada | Campeones         | Campeones      | Campeones          | Campeones    | Campeones             | Ascenso a Tercera Federación | Ascenso a Tercera Federación | Ascenso a Tercera Federación | Ascenso a Tercera Federación | Ascenso a Tercera Federación |
| Temporada | Grupo 1           | Grupo 2        | Grupo 3            | Grupo 4      | Grupo 5               | Grupo 1                      | Grupo 2                      | Grupo 3                      | Grupo 4                      | Grupo 5                      |
| --------- | ----------------- | -------------- | ------------------ | ------------ | --------------------- | ---------------------------- | ---------------------------- | ---------------------------- | ---------------------------- | ---------------------------- |
| 2021-22   | U. D. Vall de Uxó | Patacona C. F. | U. D. Aldaia C. F. | C. F. Gandía | Crevillente Deportivo |                              | Patacona C. F.               |                              | C. F. Gandía                 | U. D. Rayo Ibense            |

En 2022 se reduce la categoría a cuatro grupos.
| Temporada | Campeones    | Campeones   | Campeones            | Campeones                | Ascenso a Tercera Federación  | Ascenso a Tercera Federación | Ascenso a Tercera Federación               | Ascenso a Tercera Federación |
| Temporada | Grupo 1      | Grupo 2     | Grupo 3              | Grupo 4                  | Grupo 1                       | Grupo 2                      | Grupo 3                                    | Grupo 4                      |
| --------- | ------------ | ----------- | -------------------- | ------------------------ | ----------------------------- | ---------------------------- | ------------------------------------------ | ---------------------------- |
| 2022-23   | C. D. Soneja | C. D. Utiel | Ontinyent 1931 C. F. | Caallosa Deportiva C. F. | C. D. Soneja y C. D. Burriana | C. D. Utiel                  | Ontinyent 1931 C. F. y U. D. Castellonense |                              |